# Bathygadus macrops
Bathygadus macrops és una espècie de peix de la família dels macrúrids i de l'ordre dels gadiformes.

## Morfologia
- Els mascles poden assolir 50 cm de llargària total.[5][6]

## Depredadors
Als Estats Units és depredat per Merluccius albidus.

## Hàbitat
És un peix d'aigües profundes que viu entre 200-777 m de fondària.

## Distribució geogràfica
Es troba a la costa atlàntica dels Estats Units, el Golf de Mèxic, el Carib i, també, al golf de Guinea (des de Costa d'Ivori fins a Angola).